# 第43軍 (德國國防軍)
第43軍（德语：XXXXIII. Armeekorps）是二戰期間德國陸軍的一個軍。
第43軍於1940年4月15日在第十一軍區（魏瑪）成立。随后參加了法國戰役，法國投降後，负责佔領魯昂地區的海峽沿岸。1942年，第43軍调往东线北部，先后在纳尔瓦、库尔兰作战。第43軍在1944年成功从库尔兰口袋撤出，后加入第8集团军在匈牙利和奥地利作战。1945年5月在奥地利向美军投降。

## 隶属
| 时间       | 集团军        | 集团军群   | 作战区                            |
| ---------- | ------------- | ---------- | --------------------------------- |
| 1940年6月  | 第9集团军     | B          | 法国                              |
| 1940年7月  | 第16集团军    | A          | 海峡沿岸                          |
| 1940年8月  | 第9集团军     | A          | 海峡沿岸                          |
| 1941年1月  | 第9集团军     | A          | 海峡沿岸                          |
| 1941年5月  | 第4集团军     | B          | 波兰总督府                        |
| 1941年6月  | 第4集团军     | 中央       | 布列斯特-立托夫斯克、比亚韦斯托克 |
| 1941年8月  | 第2集团军     | 中央       | 博布鲁伊斯克、基辅、布良斯克      |
| 1941年11月 | 第2装甲集团军 | 中央       | 图拉                              |
| 1942年1月  | 第4集团军     | 中央       | 斯帕斯-傑緬斯克、尤赫諾夫         |
| 1943年1月  | 第4集团军     | 中央       | 斯帕斯-傑緬斯克                   |
| 1943年4月  | 第3装甲集团军 | 中央       | 韋利日                            |
| 1943年8月  | 第16集团军    | 北方       | 涅韋爾                            |
| 1944年1月  | 第16集团军    | 北方       | 涅韋爾                            |
| 1944年4月  | 纳尔瓦集团军  | 北方       | 纳尔瓦                            |
| 1944年8月  | 第16集团军    | 北方       | 厄瑟尔、北库尔兰                  |
| 1945年1月  | 第16集团军    | 北方       | 库尔兰                            |
| 1945年2月  | 第16集团军    | 库尔兰     | 库尔兰                            |
| 1945年4月  | 第8集团军     | 南方       | 匈牙利北部、斯洛伐克              |
| 1945年5月  | 第8集团军     | 奥斯特马克 | 奥地利林茨                        |